# 肉毒桿菌
肉毒桿菌（學名：Clostridium botulinum）是一种生长在常温、低酸和缺氧环境中的革蘭氏陽性桿菌，有卵形至長桿形的孢子型態，屬次末端或末端的孢子生成方式，體長2-10微米。肉毒杆菌在不正确加工、包裝、储存的罐装的罐头食品或真空包装食品裡，都能生长。肉毒杆菌广泛分布在自然界各处，比如土壤和动物粪便中。人体的胃肠道也是一个良好的缺氧环境，很适于肉毒杆菌居住。
肉毒桿菌毒素被認為是目前世界上最致命的毒素，推估人體的半數致死量(LD50)為1.3~2.1 ng/kg，而如果是以呼吸攝入的話半數致死量約在10~13ng/kg。
根据所产生肉毒桿菌毒素抗原性的不同，肉毒毒素分为A、B、Ca、Cb、D、E、F、G这8个型，能引起人类疾病的有A、B、E、F型，其中以A、B型最为常见。
肉毒杆菌適合生長的温度为25～42℃，適合生長的pH值為4.6～9.0，易被硝酸鹽/亞硝酸鹽抑制。其毒素不耐热，食物加热时内部温度高于85°C煮五分钟以上即可破坏毒素，吃熟食、低温储存食物可防肉毒杆菌中毒。
由於肉毒桿菌芽胞普遍存在泥土、農產品、海底、動物及魚類之腸道中，蜂蜜偶亦含此芽孢，且一歲以下嬰兒，因免疫系統尚未健全，且腸道菌叢亦未發展完全，容易受肉毒桿菌影響，故一歲以下嬰兒不可食用蜂蜜。

## 歷史
比利時的微生物學家爾緬鑑在 1895 年分離出製造肉毒桿菌毒素的厭氧細菌—Bacillus botulinus往後才更名為目前熟知可製造肉毒桿菌素的細菌—Clostridium botulinum。

## 實際案例

### 中国大陆
1944年，延安附近爆发“吐黄水病”，被怀疑可能是肉毒杆菌污染食物、水源所致的急性肠胃炎。

### 台灣
2010年，苗栗縣民眾購買醃漬蚵及真空包裝即食豆乾，進食後出現噁心、嘔吐、神經症狀(眼皮下垂、吞嚥困難、聲音沙啞)等食品中毒症狀，經檢驗人體檢體，其糞便及血清皆檢出肉毒桿菌A型毒素，經流行病學調查，推測為真空包裝即食食品(豆乾)風險最大。
2012年，新竹市一名12歲女孩進食魚排便當、涼拌干貝唇、香腸、熱狗、炒飯等食物後，出現呼吸困難、吞嚥障礙、眼瞼下垂、瞳孔散大等疑似肉毒桿菌食物中毒之症狀，經採樣食餘檢體及患者血清後，血清檢驗出肉毒桿菌毒素A型毒素，食餘檢體未檢出。

## 肉毒桿菌毒素與醫學美容
肉毒桿菌毒素是一種神經阻斷劑，它可以阻斷神經訊號被傳遞到過度收縮的肌肉，使過度收縮的肌肉放鬆，改善動態紋，達到除皺的效果。而未施打肉毒桿菌的肌肉部位，仍可正常收縮，並不會影響正常的臉部表情，一般注射後3天開始發揮功效，一、二週左右效果完全呈現，其作用約可持續4-6個月。每年定期治療兩至三次，便可持續維持沒有皺紋的效果，期間也可以增加注射的部位。

## 外部連結
- 肉毒桿菌中毒 （页面存档备份，存于）
- 微生物免疫學-Clostridium botulinum(肉毒梭胞桿菌) （页面存档备份，存于）
- Pathema-Clostridium Resource （页面存档备份，存于）
- Current research on Clostridium botulinum at the Norwich Research Park （页面存档备份，存于）